# レベッカ・ブラック
レベッカ・ブラック（Rebecca Black、1997年6月21日 - ）はアメリカ合衆国のポップ歌手。
2011年にARKミュージック・ファクトリーからシングル「フライデー」を発売。この楽曲のミュージックビデオが「YouTube」上で爆発的なヒットを記録するという、いわゆる“YouTubeセンセーション”によって一躍著名な存在となった。
「フライデー」後には「マイ・モーメント」（2011年）、「パーソン・オブ・インタレスト」（2011年）、「サタデー」（2013年）などの楽曲を発売。

## 経歴
レベッカは2010年末にクラスの友人らから、ロサンゼルスにあるARKミュージック・ファクトリーに頼めば誰でもミュージックビデオが作れるという話を聞いた。ARKはクラレンス・ジェイとパトリス・ウィルソンが所有する若いミュージシャンの発掘のためのレコード会社で、2,000ドルまたは4,000ドルをミュージシャン志望の少年少女やその親からもらい、彼らとの共同制作により楽曲やビデオなどを制作している。レベッカの母親は娘のシングルを発売するために4,000ドルをARKミュージック・ファクトリーに払い、ARKは作詞作曲、レコーディング、プロモーションビデオ制作を行い、レベッカはボーカルとビデオ出演を行った。当初は家族や友人に見せるために曲やビデオをつくってもらっただけで、世界的に有名になるとは考えていなかったと述べている。
曲はiTunesで発売され、YouTubeに2011年2月10日にミュージックビデオがアップロードされた。当初の1か月はこのビデオは1000回程度しか再生されていなかった。しかし2011年3月11日になってコメディアンのブログで批判的に取り上げられたことから突如Twitterで噂になり、数日のうちに動画の再生回数は数百万回に達し、「レベッカ・ブラック」は同時期の東日本大震災などをしのいでTwitterで最も話題になっている単語となった。その評判はブーム当時から惨憺たるもので、大部分の音楽批評家やリスナーから「過去最悪の歌」と呼ばれるなど否定的な評価を受けた。YouTubeに掲載されたミュージック・ビデオは一時1億6000万回以上の再生を記録し、ブラックを「バイラルスター」に押し上げた。3月22日には早くもザ・トゥナイト・ショー・ウィズ・ジェイ・レノに出演し、曲を披露し、否定的な評判について語っている。しかしあまりに誹謗中傷のコメントが多いため、数ヶ月後削除され、その後、再公開された。これにより、Rebecca Black は2011年Googleで最も検索されたキーワードとなった。
イギリスの新聞『ザ・サン』とのインタビューでデビューアルバムの準備を進めている事を明かしている。また2011年6月には、ケイティ・ペリーのミュージックビデオ「Last Friday Night」に特別出演した。

## 私生活
メキシコ人、スペイン人、イタリア人、イギリス人、ポーランド人の血を引き、本人いわく「ラティーナ」。両親は獣医、ダンスを習ったり音楽のサマーキャンプに参加したりしながら音楽活動を始め、2008年には Celebration USA という愛国的なグループに参加し、球場で国歌を歌ったり老人ホームを訪問するなど公共の場での音楽活動を行っている。「フライデー」の発売により有名になったことからいじめや脅迫、中傷などの被害を受けるようになり、学校を中退。ホームスクーリングに切り替えている。
2020年にはクィアであることをカミングアウトした。

## ディスコグラフィ

### アルバム
- Let Her Burn (2023年2月9日）
- Suger Water Cyanide（2024年）

### シングル
| 題名                           | 年     | 最高順位    | 最高順位 | 最高順位 | 最高順位 | 最高順位 | 最高順位 |
| 題名                           | 年     | AUS Digital | CAN      | IRL      | NZ       | UK       | US       |
| ------------------------------ | ------ | ----------- | -------- | -------- | -------- | -------- | -------- |
| フライデー                     | 2011年 | 40          | 61       | 46       | 33       | 60       | 58       |
| マイ・ モーメント              | 2011年 | -           | -        | -        | -        | -        | -        |
| パーソン・ オブ・ インタレスト | 2011年 | -           | -        | -        | -        | -        | -        |
| シング・ イット                | 2012年 | -           | -        | -        | -        | -        | -        |
| イン・ ユア・ ワーズ           | 2012年 | -           | -        | -        | -        | -        | -        |
| ウィー・ キャント・ ストップ   | 2013年 | -           | -        | -        | -        | -        | -        |
| レッキング・ ボール            | 2013年 | -           | -        | -        | -        | -        | -        |
| サタデー                       | 2013年 | -           | -        | -        | -        | -        | -        |
| ザ・ グレート・ ディバイド     | 2016年 | -           | -        | -        | -        | -        | -        |
| フーリッシュ                   | 2017年 | -           | -        | -        | -        | -        | -        |